# Погорельская волость (Игуменский уезд)
Погоре́льская во́лость — административная единица в составе Игуменского уезда Минской губернии Российской империи.

## История волости

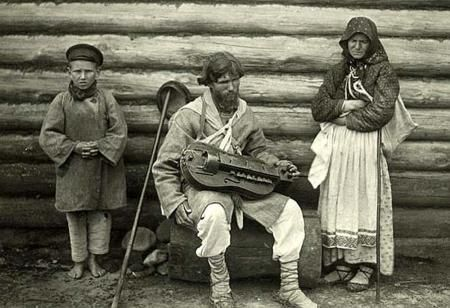
Нищий с лирой. Игуменский уезд Минской губернии. Начало XX века

Погорельская волость с центром в селе Погорелое возникла после 1861 года.
В волость (1870) входило около 40 населённых пунктов.
В Первую мировую войну в январе 1918 года оккупирована немецкими войсками. 31 января 1919 года в соответствии с постановлением I съезда КП(б) Белоруссии волость вошла в состав БССР. В августе 1919 — июле 1920 гг. под Польшей, в составе Игуменского повета. В 1919 году в волости проживало 16 281 человек. С 1921 года в составе БССР.
В связи с упразднением уездно-волостного административного деления, в 1924 году Игуменский (Червенский уезд) с волостями ликвидирован, территория волости перешла к новообразованному Осиповичскому району.